# Bandeira da Nova Holanda
A bandeira da Nova Holanda, também conhecida como a bandeira do Brasil Holandês, foi a bandeira utilizada pela Companhia Neerlandesa das Índias Ocidentais para os territórios que estiveram sob seu controle no Brasil. Durante a ocupação Holandesa, não foi concedido uma bandeira própria ao Brasil, sendo arvorada apenas as bandeiras de seus colonizadores e governantes.

## História

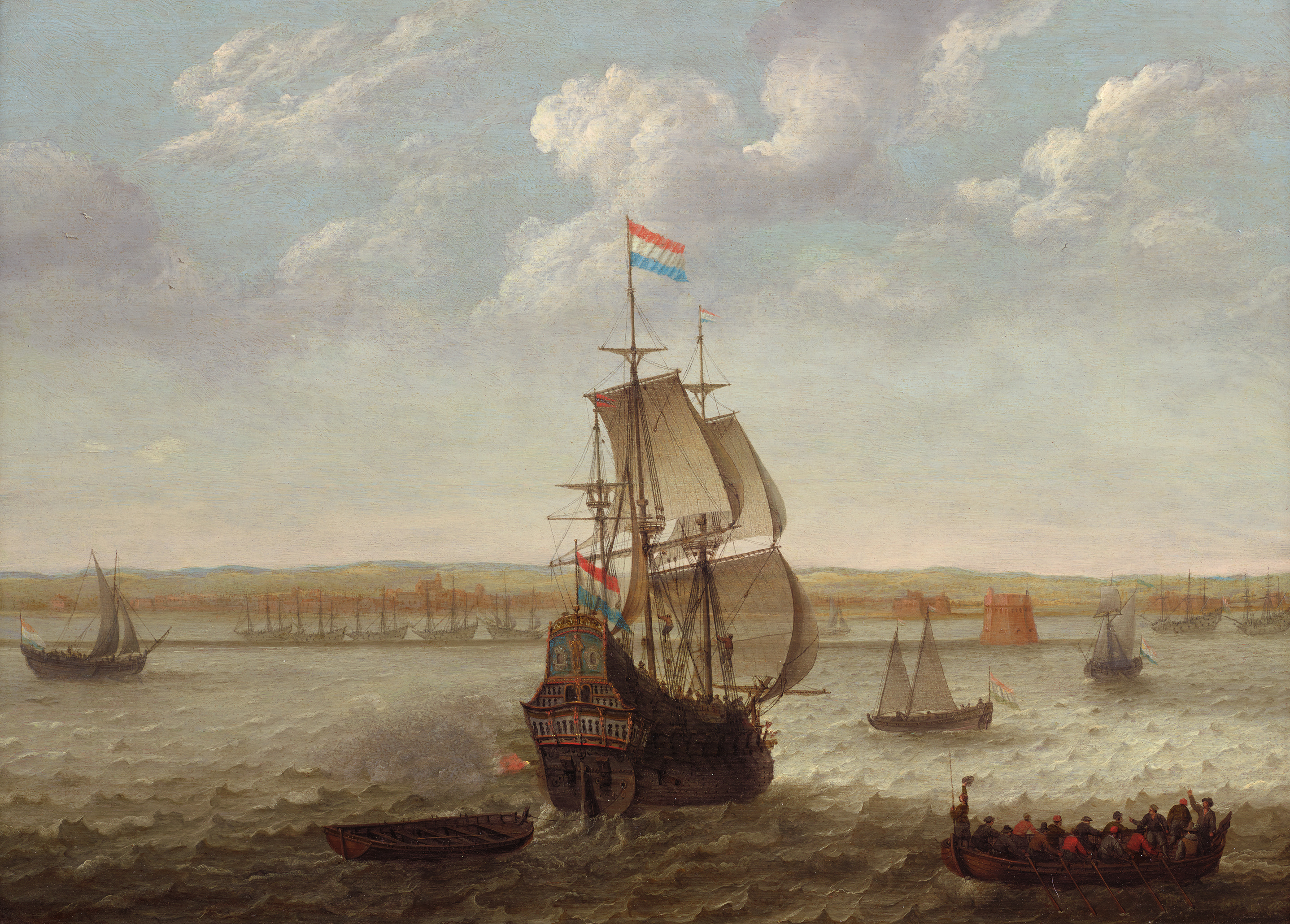
Pintura Navios holandeses na enseada do Recife, de Abraham Willaerts, 1640, com os navios usando a bandeira da República das Sete Províncias Unidas dos Países Baixos.

Durante os 24 anos  anos do domínio holandês, entre 1630 e 1654, as capitanias conquistadas no Brasil utilizaram a bandeira das Companhia Holandesa das Índias Ocidentais (em neerlandês: Geoctrooieerde Westindische Compagnie - GWC). Essa bandeira era composta pela bandeira da República das Sete Províncias Unidas dos Países Baixos, listrada horizontalmente em vermelho (ou laranja), branco e azul, com a inclusão do monograma GWC da companhia ao centro.
A variação do laranja ou vermelho na bandeira se deve ao fato de que a marinha holandesa entre 1588 e 1630 sempre exibia a bandeira do Príncipe (Prinsenvlag), listrada em laranja, branco e azul, e, depois de 1663, sempre a bandeira dos Estados Gerais (Statenvlag), listrada em vermelha, branca azul, com ambas as variantes da bandeira sendo utilizadas durante o período de 1630-1662.
É possível que as próprias Prinsenvlag e Statenvlag tenham sido utilizados no Brasil: no livro Diário de um soldado da Companhia das Índias Ocidentais, o soldado Ambrósio Richshoffer registra o uso da bandeira do príncipe, bem como menciona o uso de suas cores no traje de alferes.
Nas representações pictóricas do Brasil Holandês, como mapas, gravuras, pintura das batalhas, raramente se encontram elementos nas imagens que remetam especificamente à Companhia das Índias Ocidentais (como o monograma da Companhia), sendo as bandeiras representadas apenas pelas faixas tricolores. Em algumas poucas gravuras, encontram-se o referência a companhia ou de seus comandantes, por meio de brasões ou monogramas nos adornos das ilustrações.
A bandeira era arvorada nos cimos de fortes, nos mastros e popas dos navios, bem como empunhadas nos campos de batalha pelo alferes (vaendrager). As bandeiras nos mastros e nas popas navios também serviam para identificar as embarcações em combate, as almirantas e vice-almirantas e mesmo a orientação tática de um ataque.

## Bandeira de Maurício de Nassau
No livro Brazões e Bandeiras do Brasil escrito pelo jornalista Clóvis Ribeiro em 1933, o desenho que ilustra a bandeira do Brasil Holandês foi elaborado por José Wasth Rodrigues e apresenta o monograma "CIMD" em ouro sobre a faixa branca (ao invés do símbolo da Companhia Holandesa das Índias Ocidentais), e uma coroa de conde na faixa vermelha acima do  monograma. Essa ilustração da bandeira, no entanto, não se encontra nas referências citadas por Ribeiro: no almanaque alemão Der Geöfnete Ritter-Plaz (Hamburgo, 1702) há apenas a bandeira tricolor das Províncias Unidas, enquanto no livro Rerum per octennium in Brasilia (Amsterdam, 1647) de Gaspar Barléu, as bandeiras holandesas são representadas nas gravuras sem qualquer inscrição, com exceção da prancha nº 45 (intitulada Quarta batalha naval, ferida entre Cunhaú e o Rio Grande), onde há bandeira holandesa com o monograma IM ao centro no cartucho da figura..
Enquanto a bandeira da Companhia das Índias Ocidentais é relativamente bem documentada, não se encontra registros da bandeira tricolor com o monograma IM ou CIMD em livros ou diagramas de bandeiras publicados entre o século XVII e XIX.
Todavia, é certo que a obra de Clóvis Ribeiro popularizou tal desenho como bandeira do Brasil Holandês, sendo o mesma reproduzido posteriormente por vários autores.

### Monograma de Nassau

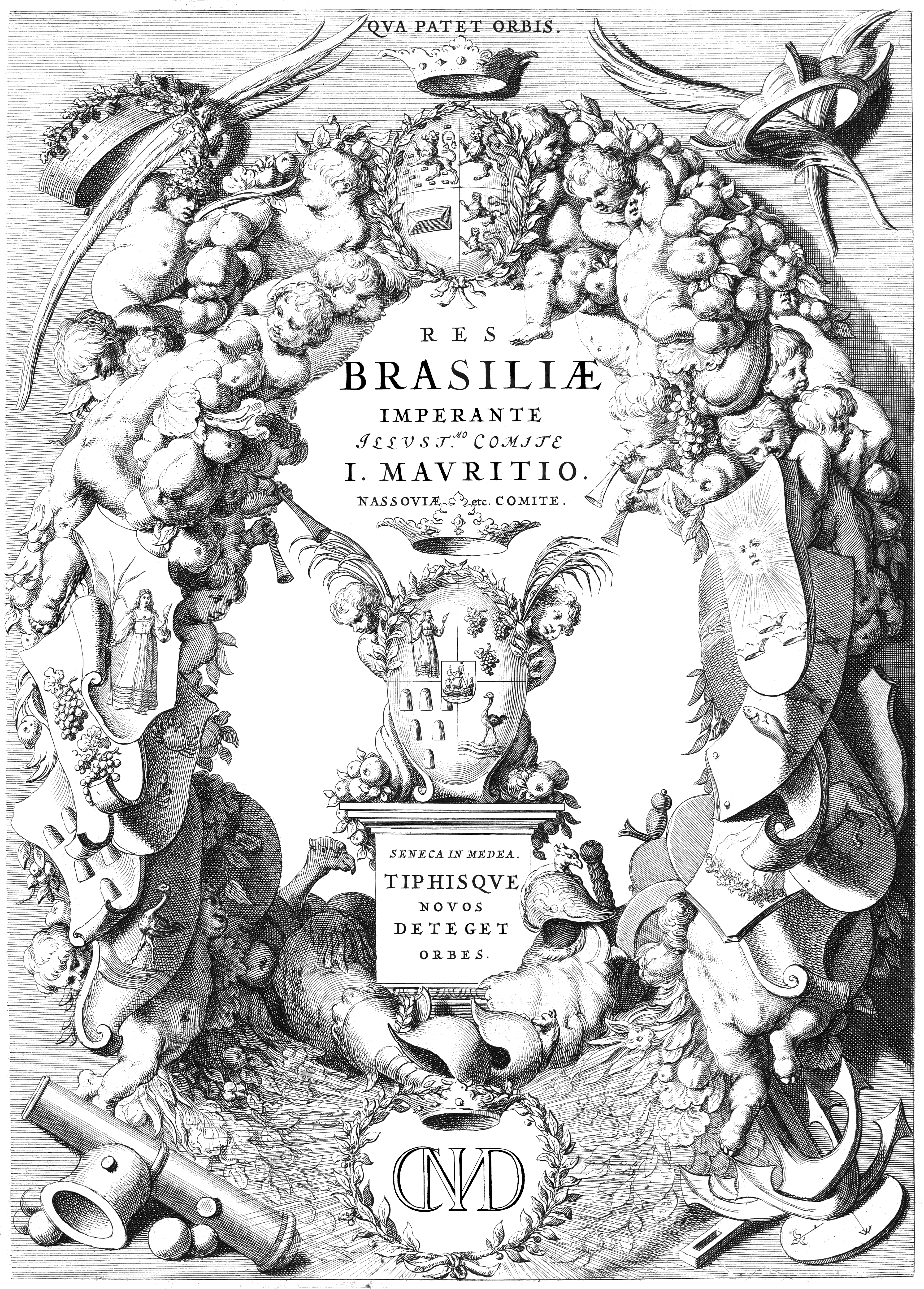
Frontispício do livro Rerum per octennium in Brasilia de Gaspar Baerléu.

O desenho do monograma CIMD encimado pela coroa de conde aparece, em um contexto diferente, no frontispício da obra de Barléu sendo associada a figura de Maurício de Nassau, que administrou o domínio neerlandês no Brasil, durante 1637-1644, em nome da Companhia das Índias Ocidentais.
O significado de tal monograma não é conhecido, embora é certo que as iniciais "IM" se refiram a Iohannes Mauritius, isto é, João Maurício, por serem também representadas na pintura Zacharias Wagener, Mulher negra, e em outros objetos, como uma cadeira de mármore dada como presente por Nassau.
Segundo o arquivista alemão Rolf Nagel, o "I" e o "M" do monograma significam "IOHANNES MAURITIUS", e fazem indicação ao nome do titular da bandeira; enquanto e "C" e "D" são suas qualidades pessoais "COMES" e "DOMINUS", devendo o monograma ser lido como "COMES IOHANNES MAURITIUS DOMINUS".. 
Outra hipótese é que o monograma signifique "Iohannes Mauritius Comitis Dillenburgum", ou seja, "João Maurício, conde de (Nassau-)Dillenburg", sendo Dillenburg a cidade natal de Maurício de Nassau. A última prancha, de número 55, do Rerum per octennium in Brasilia é dedicada à cidade de Dillenburg, sendo a figura adornada com o brasão de Nassau.